# Shmuel Gonen
Shmuel „Gorodish” Gonen (în ebraică שמואל גונן; n. 1930, Wilno, Polonia – d. 30 septembrie 1991, Milano, Italia) a fost un general israelian, care s-a făcut remarcat în Războiul de Yom Kippur (1973). 
În anul 1973, generalul Shmuel Gonen a fost comandant al Armatei de Sud a Israelului.